# Lego Star Wars: The Skywalker Saga
Lego Star Wars: The Skywalker Saga é um jogo eletrônico de ação-aventura, sendo o sexto título da série temática Lego Star Wars, e a sequência de The Force Awakens, de 2016, desenvolvido pela Traveller's Tales e publicado pela Warner Bros. Interactive Entertainment. Foi lançado em 5 de abril de 2022 para os consoles Nintendo Switch, PlayStation 4, PlayStation 5, Xbox One e Xbox Series X/S e o sistema Microsoft Windows.
O jogo adapta todos os nove títulos da série de filmes da Saga Skywalker, com personagens adicionais baseados em outros filmes e séries de televisão de Star Wars programados para serem lançados posteriormente como conteúdos adicionais para download (DLC). The Skywalker Saga recebeu avaliações positivas da crítica.

## Jogabilidade
Ao contrário da maioria dos jogos com temáticas Lego em que os jogadores precisam avançar pela história em uma ordem linear, em Lego Star Wars: The Skywalker Saga os jogadores podem optar por iniciar o jogo a partir de qualquer uma das três trilogias da Saga Skywalker e completá-las na ordem que desejarem. Cada episódio possui cinco missões de história, perfazendo um total de 45 fases, contrastando com seis estágios por episódio dos jogos anteriores. O combate foi renovado em relação aos títulos anteriores, como os portadores de sabres de luz, que agora usam uma variedade de combinações com ataques leves, ataques pesados e movimentos da Força, e personagens com explosivos com uma câmera sobre o ombro. O jogo apresenta 300 personagens jogáveis.
Semelhante a seu antecessor, Lego Star Wars: The Force Awakens, o centro do jogo não é uma única área, como a Mos Eisley Cantina em Lego Star Wars: The Complete Saga, mas uma ampla gama de planetas totalmente exploráveis cheios de muitos marcos icônicos da franquia Star Wars. Entre os planetas e luas que podem ser explorados incluem: Naboo, Tatooine, Coruscant, Kamino, Geonosis, Kashyyyk, Utapau, Mustafar, Yavin 4, Hoth, Dagobah, Bespin, Endor, Jakku, Takodana, D'Qar, Starkiller Base, Ahch-To, Cantonica, Crait, Ajan Kloss, Pasaana, Kijimi, Kef Bir e Exegol. Muitas naves também possuem áreas livremente exploráveis, como a Star Destroyers e a Estrela da Morte. Encontros aleatórios também acontecem no centro do jogo. Por exemplo, uma Imperial Star Destroyer poderia saltar de repente do hiperespaço e enviar uma frota de TIE Fighters atrás do jogador. Os jogadores podem optar por se envolver em duelos com eles ou continuar avançando na história.
A TT Games confirmou que Lego Star Wars: The Skywalker Saga não inclui uma ferramenta de personalização de personagens, ao contrário de seu antecessor, Lego Star Wars: The Force Awakens. O jogo também inclui o Modo Mumble, um recurso extra que permite que os jogadores alternem entre a dublagem original do jogo e ter os personagens murmurando e grunhindo, semelhante ao estilo dos jogos Lego mais antigos.

## Lançamento
O jogo foi anunciado em 9 de junho de 2019 durante a conferência de imprensa da Microsoft na E3 2019. O lançamento do jogo ocorreu em 5 de abril de 2022 para as plataformas Microsoft Windows, Nintendo Switch, PlayStation 4, PlayStation 5, Xbox One e Xbox Series X/S.
Em 7 de março de 2022, sete pacotes de conteúdos para download (DLCs) foram anunciados para o jogo. Estes pacotes de personagens foram baseados na primeira e segunda temporada de The Mandalorian, em Solo: A Star Wars Story, "The Classic Characters" (que apresenta os personagens jogáveis Luke Skywalker, Princesa Leia, Han Solo, Darth Vader e Lando Calrissian), "The Trooper Pack" (que apresenta os personagens jogáveis Death Trooper, Incinerator Trooper, Range Trooper, Imperial Shore Trooper e Mimban Stormtrooper), Rogue One: A Star Wars Story e The Bad Batch.

## Recepção
Lego Star Wars: The Skywalker Saga recebeu avaliações "geralmente favoráveis", de acordo com o agregador de resenhas Metacritic.
A IGN concedeu ao jogo uma nota 8/10, dizendo que ele "fornece algumas releituras divertidas dos momentos mais icônicos de Star Wars e os coloca dentro de uma série de playgrounds interplanetários que são densos e com descobertas divertidas". A Destructoid deu ao jogo uma nota 7,5/10 e escreveu: "Lego Star Wars: The Skywalker Saga não reinventa a roda e o assunto é limitado porque a narrativa adere principalmente às trilogias de filmes [...] mas é uma maneira divertida de revivê-los como um adulto e mostrá-los para as crianças ao mesmo tempo". A Game Informer elogiou as fases focadas na história do jogo, combate e desbloqueio de personagens, afirmando: "Enquanto prega os pequenos momentos, a imensa escala do projeto parece ter sido muito ampla para a TT Games aproveitar, já que parte do conteúdo é incomumente maçante ou desigual [...] Apesar de ser periodicamente sem intercorrências, The Skywalker Saga é um exame completo e divertido de todas as três trilogias dos filmes de Star Wars". A Shacknews forneceu ao título uma avaliação de 9/10, elogiando seu humor, recursos de combate, dublagem e visuais, tendo pequenos problemas com os colecionáveis e desafios excessivos. A Nintendo Life também elogiou sua campanha, ritmo, cooperatividade, humor e música, mas notou alguns problemas de desempenho. A Push Square, apesar de ter elogiado o jogo, lamentou os problemas ocasionais de câmera, quedas de desempenho e a falta de cooperativo on-line.

### Vendas
Lego Star Wars: The Skywalker Saga ultrapassou 3,2 milhões de cópias em duas semanas.